# 13765 Нансміт
13765 Нансміт (13765 Nansmith) — астероїд головного поясу, відкритий 26 вересня 1998 року.
Тіссеранів параметр щодо Юпітера — 3,295.